# Domenico Modugno
Domenico Modugno (Polignano a Mare, Bari, 1928 - Lampedusa, Sicília, 1994) fou un cantant italià. Se'l considera el pare dels cantautors italians i és autor d'una gran quantitat de cançons que van ser molt populars, sobretot els anys cinquanta i seixanta. A Sanremo hi va estar onze vegades i hi va guanyar en quatre; a Eurovisió hi va participar tres vegades i el seu millor resultat va ser el del 1958, amb Nel blu dipinto di blu, en tercera posició (el 1959 va quedar sisè amb 9 punts i el 1966 va ser últim amb un zero molt comentat). També es va dedicar al cinema, al teatre, a la televisió i a la política; el 1974 va fer campanya al costat del Partit Socialista Italià pel «sí» a la reforma de la llei del divorci i va compondre una cançó per a aquesta campanya titulada L'anniversario. el 1986 va ingressar al Partit Radical i va lluitar pels més febles. Domenico Modugno va morir d'un atac al cor el 1994, als 66 anys, a la seva casa de l'illa de Lampedusa.